# Sportverein Arminia Hannover 1963-1964
Questa voce raccoglie le informazioni riguardanti lo Sportverein Arminia Hannover nelle competizioni ufficiali della stagione 1963-1964.

## Stagione
Nella stagione 1963-1964 l'Arminia Hannover concluse il campionato di Regionalliga nord al 3º posto.

## Rosa
| N. |                     | Ruolo | Calciatore          |
| -- | ------------------- | ----- | ------------------- |
|    | Germania (bandiera) | P     | Manfred Klimmeck    |
|    | Germania (bandiera) | P     | Werner Lyzio        |
|    | Germania (bandiera) | D     | Helmut Brase        |
|    | Germania (bandiera) | D     | Helmut Kafka        |
|    | Germania (bandiera) | D     | Erich Krüger        |
|    | Germania (bandiera) | D     | Rudolf Scheer       |
|    | Germania (bandiera) | D     | Hans Wiesenmüller   |
|    | Germania (bandiera) | D     | Uwe Witt            |
|    | Germania (bandiera) | D     | Wolfgang Zimmermann |

| N. |                     | Ruolo | Calciatore        |
| -- | ------------------- | ----- | ----------------- |
|    | Germania (bandiera) | C     | Günter Blume      |
|    | Germania (bandiera) | C     | Otto Borchardt    |
|    | Germania (bandiera) | C     | Jürgen Grupe      |
|    | Germania (bandiera) | C     | Willi Langemann   |
|    | Germania (bandiera) | A     | Meinhardt Messner |
|    | Germania (bandiera) | A     | Hans-Jürgen Mumme |
|    | Germania (bandiera) | A     | Dieter Perau      |
|    | Germania (bandiera) | A     | Lothar Ulsaß      |

## Organigramma societario
Area tecnica
- Allenatore:
- Allenatore in seconda:
- Preparatore dei portieri:
- Preparatori atletici:
- Analisi video:

## Calciomercato

### Sessione estiva
| Acquisti | Acquisti          | Acquisti   | Acquisti |
| R.       | Nome              | da         | Modalità |
| -------- | ----------------- | ---------- | -------- |
| D        | Hans Wiesenmüller | Hildesheim |          |
| D        | Uwe Witt          | St. Pauli  |          |

| Cessioni | Cessioni      | Cessioni         | Cessioni |
| R.       | Nome          | a                | Modalità |
| -------- | ------------- | ---------------- | -------- |
| A        | Jörg Goldmann | Bayer Leverkusen |          |

## Risultati

### Regionalliga

#### Girone di andata
| 11 agosto 1963 1ª giornata | Arminia Hannover | 0 – 0 | VfL Oldenburg |  |

| 18 agosto 1963 2ª giornata | Concordia Amburgo | 2 – 5 | Arminia Hannover |  |

| 25 agosto 1963 3ª giornata | Arminia Hannover | 2 – 2 | Bergedorf |  |

| 1º settembre 1963 4ª giornata | Arminia Hannover | 2 – 1 | Hildesheim |  |

| 8 settembre 1963 5ª giornata | Friedrichsort | 2 – 2 | Arminia Hannover |  |

| 15 settembre 1963 6ª giornata | Arminia Hannover | 0 – 1 | St. Pauli |  |

| 22 settembre 1963 7ª giornata | Neumünster | 2 – 2 | Arminia Hannover |  |

| 6 ottobre 1963 8ª giornata | Arminia Hannover | 0 – 0 | Oldenburg |  |

| 13 ottobre 1963 9ª giornata | Wolfsburg | 1 – 3 | Arminia Hannover |  |

| 20 ottobre 1963 10ª giornata | Arminia Hannover | 2 – 2 | Victoria Amburgo |  |

| 27 ottobre 1963 11ª giornata | Arminia Hannover | 2 – 1 | Hannover 96 |  |

| 10 novembre 1963 12ª giornata | Barmbek-Uhlenhorst | 1 – 2 | Arminia Hannover |  |

| 17 novembre 1963 13ª giornata | Lubecca | 1 – 1 | Arminia Hannover |  |

| 24 novembre 1963 14ª giornata | Arminia Hannover | 1 – 1 | Holstein Kiel |  |

| 1º dicembre 1963 15ª giornata | Altona 93 | 2 – 0 | Arminia Hannover |  |

| 8 dicembre 1963 16ª giornata | Arminia Hannover | 4 – 0 | Osnabrück |  |

| 15 dicembre 1963 17ª giornata | Bremerhaven | 0 – 1 | Arminia Hannover |  |

#### Girone di ritorno
| 5 gennaio 1964 18ª giornata | Arminia Hannover | 1 – 3 | Altona 93 |  |

| 12 gennaio 1964 19ª giornata | Holstein Kiel | 2 – 1 | Arminia Hannover |  |

| 19 gennaio 1964 20ª giornata | Osnabrück | 3 – 0 | Arminia Hannover |  |

| 30 marzo 1964 21ª giornata | Arminia Hannover | 2 – 1 | Bremerhaven |  |

| 2 febbraio 1964 22ª giornata | Bergedorf | 1 – 3 | Arminia Hannover |  |

| 9 febbraio 1964 23ª giornata | Hildesheim | 0 – 3 | Arminia Hannover |  |

| 16 febbraio 1964 24ª giornata | Arminia Hannover | 6 – 0 | Friedrichsort |  |

| 23 febbraio 1964 25ª giornata | St. Pauli | 2 – 1 | Arminia Hannover |  |

| 2 marzo 1964 26ª giornata | Arminia Hannover | 3 – 1 | Neumünster |  |

| 8 marzo 1964 27ª giornata | Oldenburg | 0 – 2 | Arminia Hannover |  |

| 15 marzo 1964 28ª giornata | Arminia Hannover | 3 – 1 | Wolfsburg |  |

| 22 marzo 1964 29ª giornata | Victoria Amburgo | 3 – 4 | Arminia Hannover |  |

| 5 aprile 1964 30ª giornata | Hannover 96 | 3 – 0 | Arminia Hannover |  |

| 26 aprile 1964 31ª giornata | Arminia Hannover | 6 – 0 | Barmbek-Uhlenhorst |  |

| 19 aprile 1964 32ª giornata | Arminia Hannover | 4 – 3 | Lubecca |  |

| 3 maggio 1964 33ª giornata | VfL Oldenburg | 1 – 4 | Arminia Hannover |  |

| 10 maggio 1964 34ª giornata | Arminia Hannover | 1 – 1 | Concordia Amburgo |  |

## Statistiche

### Statistiche di squadra
| Competizione      | Punti | In casa | In casa | In casa | In casa | In casa | In casa | In trasferta | In trasferta | In trasferta | In trasferta | In trasferta | In trasferta | Totale | Totale | Totale | Totale | Totale | Totale | DR  |
| Competizione      | Punti | G       | V       | N       | P       | Gf      | Gs      | G            | V            | N            | P            | Gf           | Gs           | G      | V      | N      | P      | Gf     | Gs     | DR  |
| ----------------- | ----- | ------- | ------- | ------- | ------- | ------- | ------- | ------------ | ------------ | ------------ | ------------ | ------------ | ------------ | ------ | ------ | ------ | ------ | ------ | ------ | --- |
| Regionalliga nord | 45    | 17      | 9       | 6       | 2       | 39      | 18      | 17           | 9            | 3            | 5            | 34           | 26           | 34     | 18     | 9      | 7      | 73     | 44     | +29 |
| Totale            | 45    | 17      | 9       | 6       | 2       | 39      | 18      | 17           | 9            | 3            | 5            | 34           | 26           | 34     | 18     | 9      | 7      | 73     | 44     | +29 |

### Andamento in campionato
| Giornata  | 1  | 2 | 3 | 4 | 5 | 6 | 7 | 8 | 9 | 10 | 11 | 12 | 13 | 14 | 15 | 16 | 17 | 18 | 19 | 20 | 21 | 22 | 23 | 24 | 25 | 26 | 27 | 28 | 29 | 30 | 31 | 32 | 33 | 34 |
| --------- | -- | - | - | - | - | - | - | - | - | -- | -- | -- | -- | -- | -- | -- | -- | -- | -- | -- | -- | -- | -- | -- | -- | -- | -- | -- | -- | -- | -- | -- | -- | -- |
| Luogo     | C  | T | C | C | T | C | T | C | T | C  | C  | T  | T  | C  | T  | C  | T  | C  | T  | T  | C  | T  | T  | C  | T  | C  | T  | C  | T  | T  | C  | C  | T  | C  |
| Risultato | N  | V | N | V | N | P | N | N | V | N  | V  | V  | N  | N  | P  | V  | V  | P  | P  | P  | V  | V  | V  | V  | P  | V  | V  | V  | V  | P  | V  | V  | V  | N  |
| Posizione | 10 | 3 | 5 | 5 | 5 | 9 | 8 | 7 | 5 | 5  | 4  | 4  | 4  | 5  | 5  | 5  | 4  | 5  | 5  | 8  | 6  | 4  | 4  | 4  | 4  | 4  | 4  | 4  | 4  | 4  | 4  | 4  | 4  | 3  |

Legenda:

Luogo: C = Casa; T = Trasferta. Risultato: V = Vittoria; N = Pareggio; P = Sconfitta.